# Listă de formații power metal
Aceasta este o listă de formații power metal inclusiv formații care la o anumită etapă a carirei au interpretat power metal. Power metal este un subgen al muzicii heavy metal, combină caracteristici de metal tradițional uc speed metal, adesea întrun context simfonic. 

## #
| Formația          | Originee | Ani activi   | Descriere sumară                   |
| ----------------- | -------- | ------------ | ---------------------------------- |
| 3 Inches of Blood | Canada   | 1999–prezent | Stil influențat puternic de NWOBHM |

## A

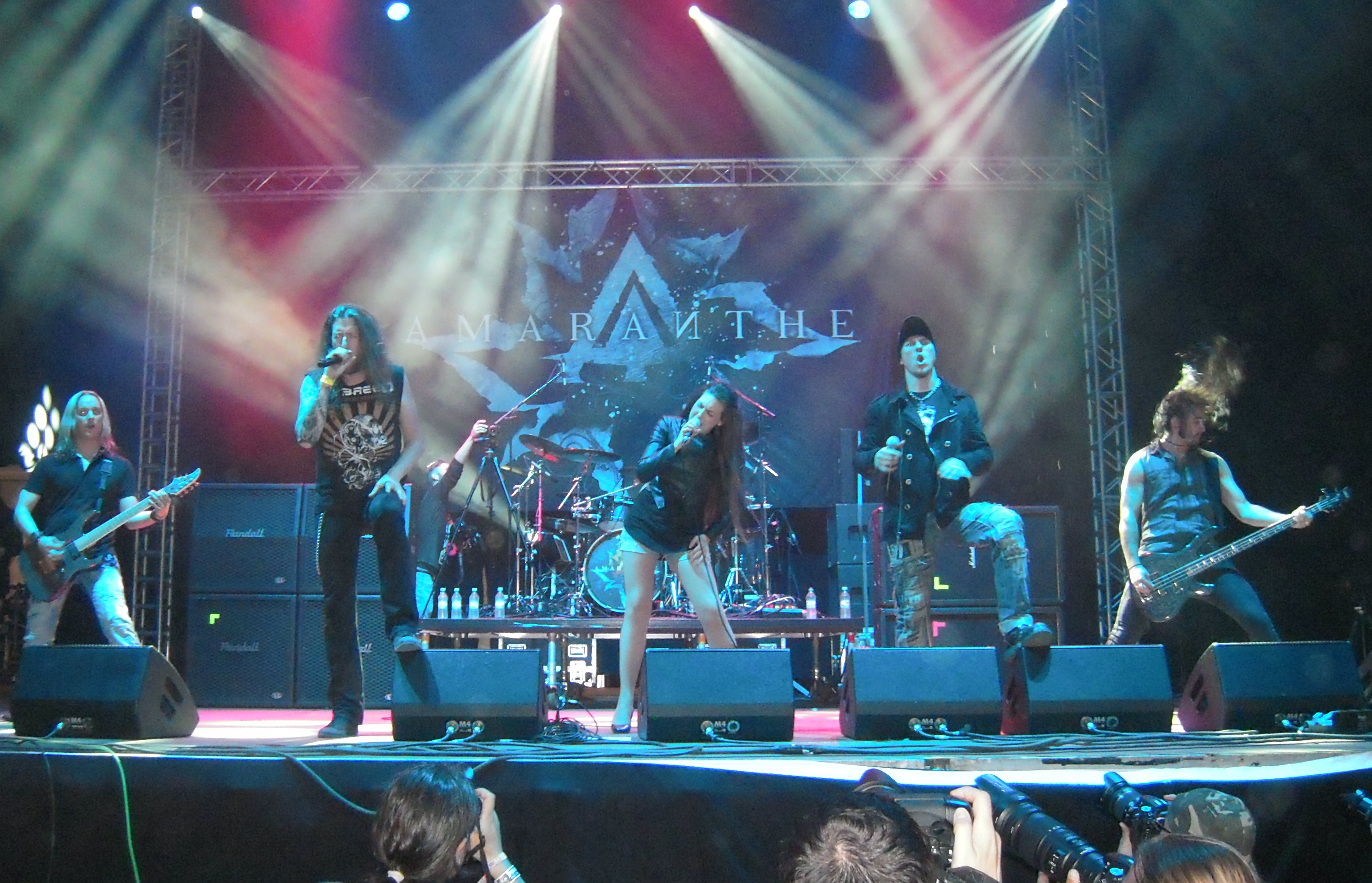
Amaranthe evoluând la festivalul Wacken Open Air

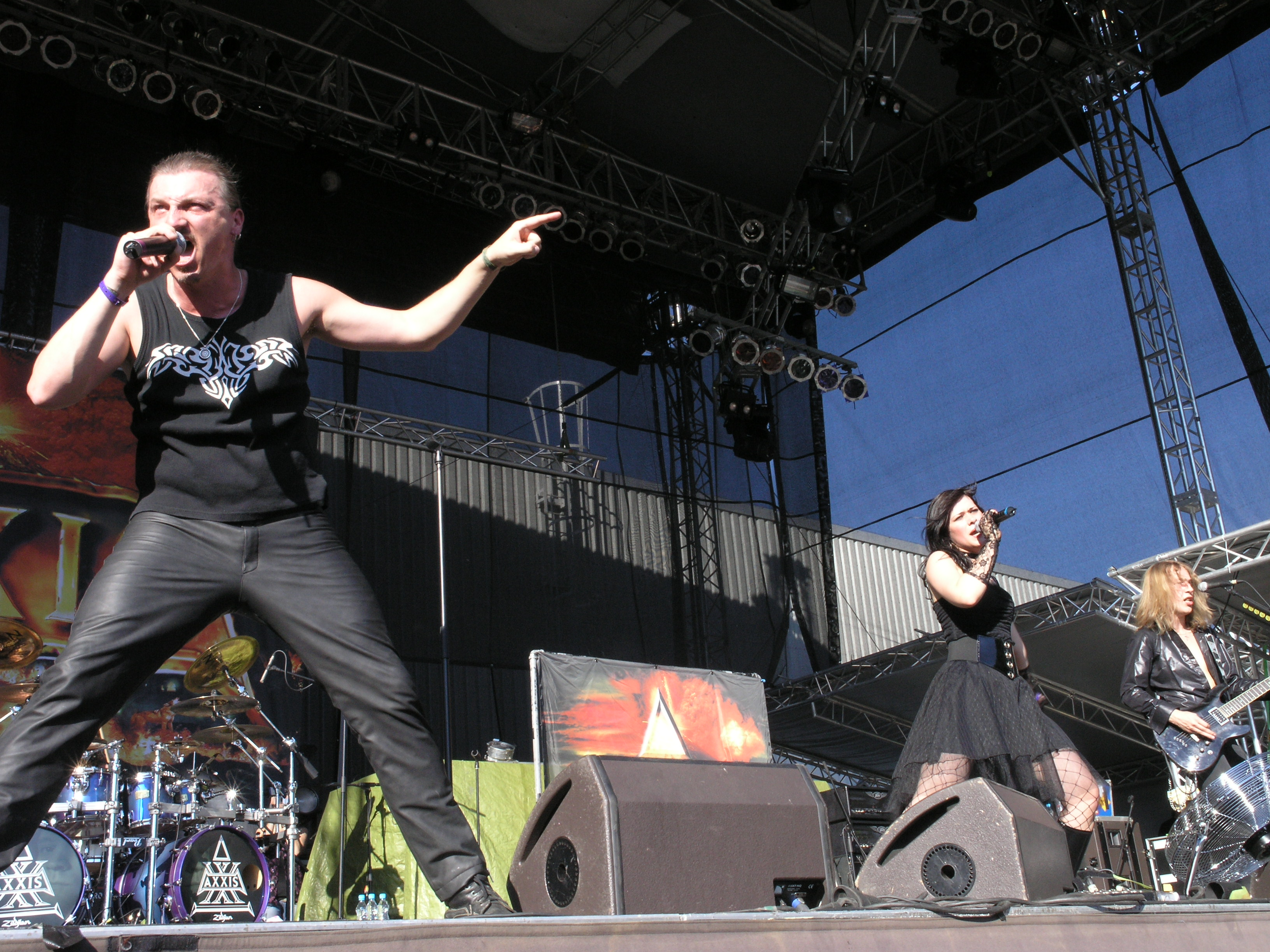
Axxis în concert la festivalul Masters of Rock 2007

| Formația      | Origine              | Ani activi                                    | Descriere sumară |
| ------------- | -------------------- | --------------------------------------------- | --- |
| Accept        | Germania             | 1968–1989, 1992–1997, 2004–2005, 2009–prezent | A jucat un rol important în dezvoltarea genurilor speed și thrash metal. |
| Adagio        | Franța               | 2000–prezent                                  | Known for technical precision and dark orchestration. |
| After Forever | Olanda               | 1995–2009                                     | Strong progressive metal influences, use of both soprano vocals and death grunts. |
| Aina          | various (supergroup) | 2003–2004                                     | Together created the metal opera Days of Rising Doom |
| Alestorm      | Scoția               | 2004–prezent                                  | Exclusively pirate themed band with folk metal incorporation. |
| Almah         | Brazilia             | 2006–prezent                                  | Side project from the singer of Angra, now a full fledged band. |
| Altaria       | Finlanda             | 2000–prezent                                  | Known for recruiting guitarist Jani Liimatainen of Sonata Arctica in their earlier years. |
| Amaran        | Suedia               | 2000–2005                                     | Gothic style with clean female vocals. |
| Amaranthe     | Suedia               | 2009–prezent                                  | Fuses melodic metal with pop melodies and vocals of Elize Ryd |
| Amberian Dawn | Finlanda             | 2006–prezent                                  | Lyrics often influenced by Finnish și Norse mythology |
| Angband       | Iran                 | 2004−present                                  | Conceived as a progressive instrumental band, the addition of a vocalist moved towards power metal. |
| Angel Dust    | Germania             | 1984–1990, 1998–prezent                       | After 1998, moved away from thrash metal to a power/progressive metal style. |
| Angra         | Brazilia             | 1991–prezent                                  | Known for symphonic interludes, technical instrumentation and Brazilian regional elements. |
| Antiquus      | Canada               | 2000–prezent                                  | Iron Maiden influenced band writes concept albums with unifying themes or stories. |
| Anubis Gate   | Danemarca            | 2003–prezent                                  | Progressive band nominated for multiple Danish music awards in 2008 and 2009. |
| Armageddon    | Suedia               | 1997,2000,2002,2012–prezent                   | Started as a melodic death metal band formed byArch Enemy guitarist Christopher Amott, grew closer to power metal in their second and third albums.                                                                                               |
| Armored Saint | Statele Unite        | 1982–1992, 1999–prezent                       | founders in close relation to members of Metallica, their lyrics helped shape today's power metal. |
| Astral Doors  | Suedia               | 2002–prezent                                  | "Jerusalem", the sixth album by Astral Doors is a clear singing from vocalist Nils Patrik Johansson, backed up by riff oriented sound delivered by Jocke Roberg-keyboard; Joachim Nordlund-Guitar; Ulf Lagerström-Bass and Johan Lindstedt-Drums. |
| Anvil         | Canada               | 1978–prezent                                  | big contributors to modern heavy metal, their documentary illustrated how working together for them was more important than making as much money as possible.                                                                                     |
| Avantasia     | various (supergroup) | 1999–prezent                                  | A metal opera hosted by Tobias Sammet, the band's members change for every album and feature participation of many renowned musicians/vocalists.                                                                                                  |
| Avian         | Statele Unite        | 2002–prezent                                  | Formed after being inspired by a metal festival that featured performances by Gamma Ray, Blind Guardian, Edguy, and a number of other famous power metal bands.                                                                                   |
| Axenstar      | Suedia               | 1998–prezent                                  | Originally formed as a cover band, now producing power metal that shies away from typical mythical themes. |
| Axxis         | Germania             | 1988–prezent                                  | Their debut album, "Kingdom of the Night", became the best-selling debut album ever by a hard rock band in Germania in 1989. |

## B
| Formația       | Origine       | Ani activi   | Descriere sumară                                                                                              |
| -------------- | ------------- | ------------ | --- |
| Battlelore     | Finlanda      | 1999–prezent | Folk mixed with power and melodic death metal, growled vocals with clean female accompaniment.                |
| Benedictum     | Statele Unite | 2005–prezent | Female fronted harder style power metal from band members who were previously a Dio tribute band.             |
| Black Majesty  | Australia     | 2001–prezent | Formed by ex-members of prominent bands on the Australian metal scene                                         |
| Blind Guardian | Germania      | 1984–prezent | Often credited as one of the seminal and most influential bands in the power metal and speed metal subgenres. |
| Borealis       | Canada        | 2005–prezent | Heavy and progressive with deep vocals, known for their excellent live performances.                          |
| Brainstorm     | Germania      | 1989–prezent | Known to play a somewhat darker style of music than most power metal groups.                                  |
| Brocas Helm    | Statele Unite | 1982–2013    | Known for founding their own record label after disappointment with their affiliated labels.                  |

## C

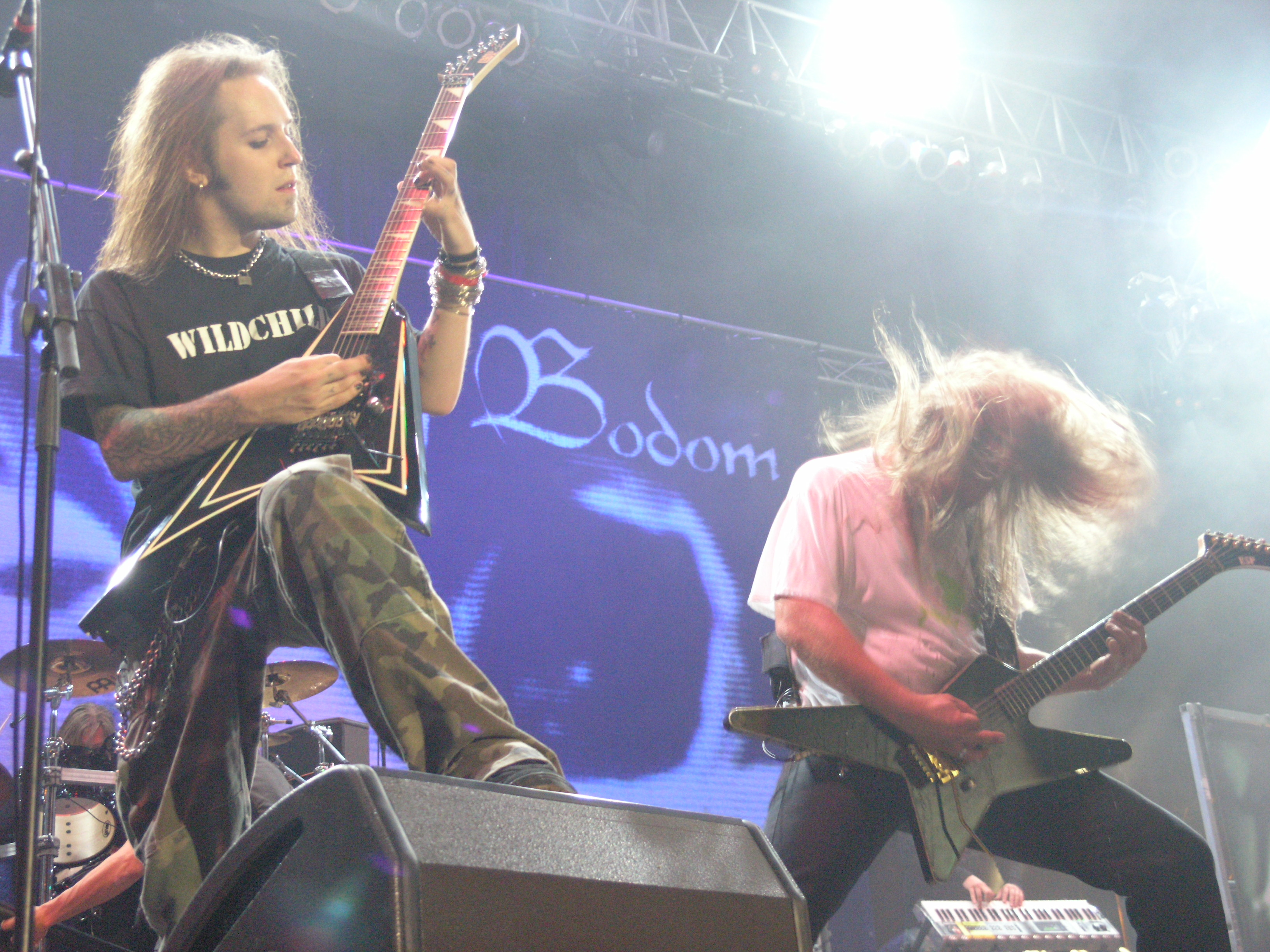
Children of Bodom at 2007's Masters of Rock

| Formația          | Origine       | Ani activi              | Descriere sumară |
| ----------------- | ------------- | ----------------------- | --- |
| Cain's Offering   | Finlanda      | 2009–prezent            | Formed by ex-Sonata Arctica members Jani Liimatainen,Mikko Härkin and Stratovarius vocalist Timo Kotipelto                      |
| Celesty           | Finlanda      | 1998–2012               | Their latest album includes a collaboration with the Tampere Philharmonic Orchestra and a professional choir.                   |
| Cellador          | Statele Unite | 2004–prezent            | Contrasts the popular death metal and metalcore scenes of the American Midwest with melodic speed metal.                        |
| Children of Bodom | Finlanda      | 1993–prezent            | One of Finland's best selling artists of all time, incorporating power metal and melodic death metal.                           |
| Cirith Ungol      | Statele Unite | 1972–1992               | Sword and sorcery themed songs contributed to the development of power metal as a genre.                                        |
| Crimson Glory     | Statele Unite | 1979–1992, 1998–prezent | A pioneer of the American progressive metal movement.                                                                           |
| Crystal Eyes      | Suedia        | 1992–prezent            | Put their own studio together in order to improve the quality of their recordings after dissatisfaction with their first label. |
| Crystal Viper     | Polonia       | 2003–prezent            | Polish band founded by singer/songwriter and recently guitarist Marta Gabriel                                                   |

## D
| Formația                             | Origine       | Ani activi          | Descriere sumară |
| ------------------------------------ | ------------- | ------------------- | --- |
| Dark Moor                            | Spania        | 1993−present        | Neo-classical and symphonic elements. |
| Demons and Wizards                   | Germania      | 1998–prezent        | Formed by the vocalist for Blind Guardian, Hansi Kürsch, and the guitarist of Iced Earth, Jon Schaffer.                                                 |
| DGM                                  | Italia        | 1994–prezent        | Started as a power metal oriented instrumental band, gradually moved towards a progressive feel.                                                        |
| Dio                                  | Statele Unite | 1982–1991,1993-2010 | The lyrics of renowned vocalist Ronnie James Dio greatly influenced development of power metal and heavy metal as a whole.                              |
| Divinefire                           | Finlanda      | 2004–prezent        | Their style mixes power metal with both melodic and aggressive elements.                                                                                |
| Domine                               | Italia        | 1984–prezent        | Linked to heroic fantasy and sword and sorcery themes.                                                                                                  |
| Doomsword                            | Italia        | 1997–prezent        | Influences from themes such as ancient and medieval history, fantasy literature and European mythology.                                                 |
| DragonForce                          | Regatul Unit  | 1999–prezent        | Known for its long and fast guitar solos, fantasy-based lyrics, and electronic sounds in their music to add to their retro video game-influenced sound. |
| Dragonland                           | Suedia        | 1999–prezent        | Most notable for basing their two first albums upon the self-produced The Dragonland Chronicles fantasy saga.                                           |
| Dream Evil                           | Suedia        | 1992–prezent        | Known for their respect to classic heavy metal and their 1980s style sound.                                                                             |
| Dreamtale                            | Finlanda      | 1999–prezent        | Speedy and light style, with occasional accompaniments of symphonic instruments.                                                                        |
| Dreamtone & Iris Mavraki's Neverland | Grecia,Turcia | 2005–prezent        | Symphonic power metal collaboration between the Turkish band Dreamtone and Greek singer Iris Mavraki.                                                   |

## E

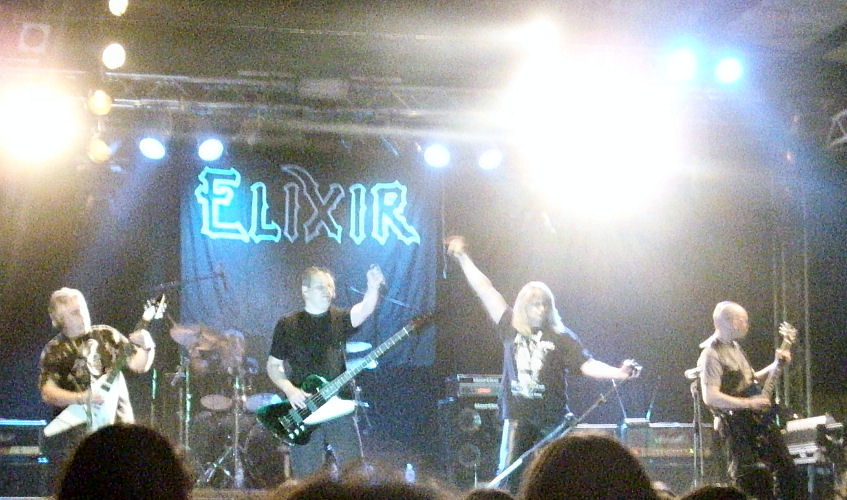
Elixir evoluând în 2010

| Formația   | Origine  | Ani activi   | Descriere sumară |
| ---------- | -------- | ------------ | --- |
| Edenbridge | Austria  | 1998–prezent | Symphonic power metal band with a female singer and considerable orchestration.                                               |
| Edguy      | Germania | 1992–prezent | One of the most famous modern power metal bands, highly metaphorical lyrics and a style true to the power metal denomination. |
| Eidolon    | Canada   | 1993–2007    | On the heavier side of power metal, after the founding members became a part of Megadeth they stopped recording new albums.   |
| Elixir     | Anglia   | 1983-2012    | Notable for being associated with the New Wave of British Heavy Metal movement.                                               |
| Epica      | Olanda   | 2002–prezent | Known for their symphonic sound and the use of female vocals and male growls.                                                 |
| Excalion   | Finlanda | 2000—present | Lyrical themes originate in different moods and hardships, experiences of life.                                               |

## F
| Formația        | Origine  | Ani activi         | Descriere sumară |
| --------------- | -------- | ------------------ | --- |
| Fairyland       | Franța   | 1998–prezent       | Formed by keyboardist Philippe Giordana with melodic and symphonic elements.                                                                             |
| Falconer        | Suedia   | 1999–prezent       | Utilizes folk instrumentation and melody to create a medieval sound and atmosphere.                                                                      |
| Firewind        | Grecia   | 1998, 2002–prezent | Founded by guitarist Gus G., now also the guitarist in Ozzy Osbourne.                                                                                    |
| Freedom Call    | Germania | 1998 – present     | Known for their upbeat, feel-good sound free from melancholy undertones or darker styles of some power metal groups.                                     |
| Forgotten Tales | Canada   | 1999 – present     | Fronted by powerful vocalist Sonia Pineault, who avoids the popular opera style vocals of female leads. Neoclassical guitars with folk keys and effects. |

## G

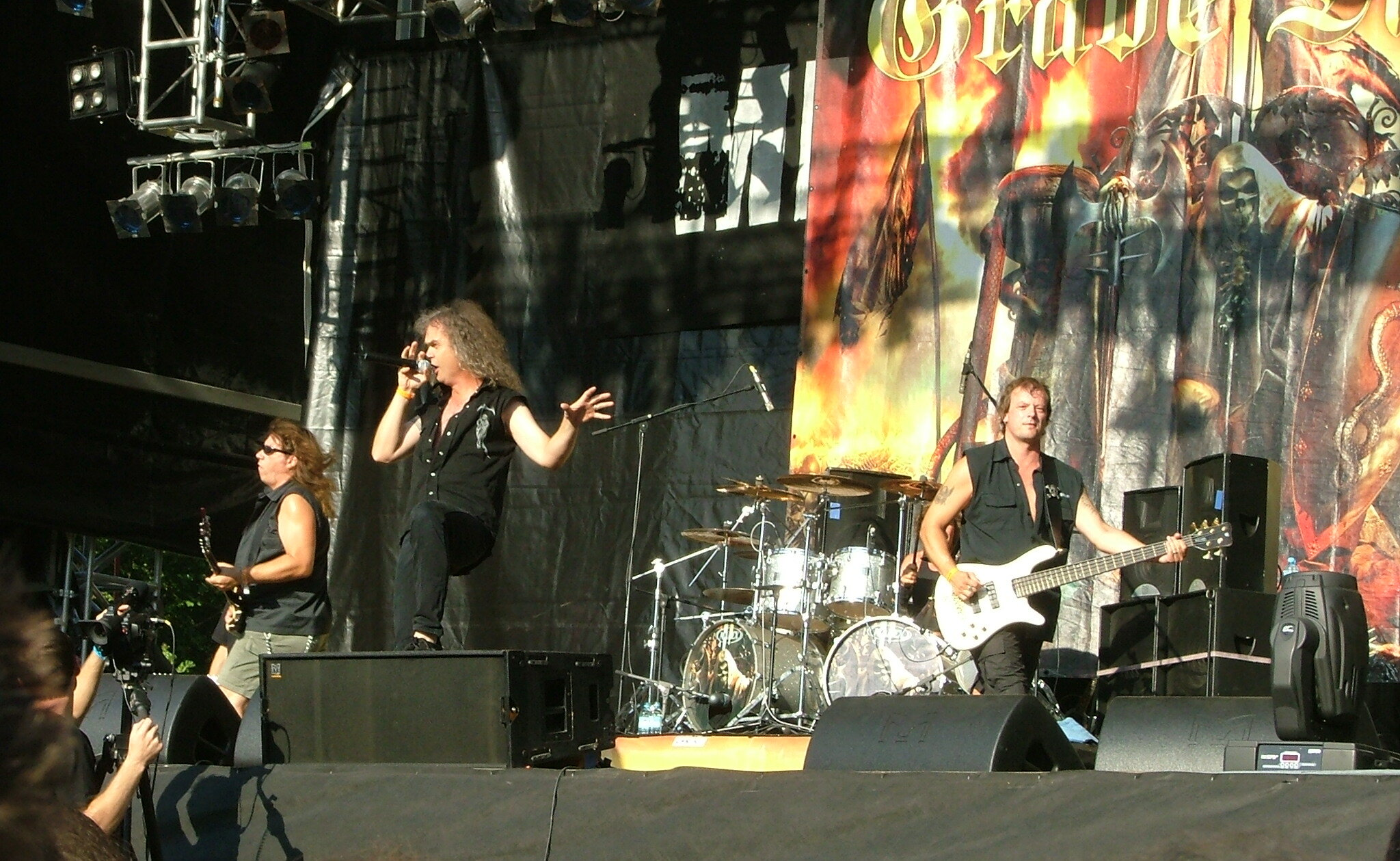
Grave Digger at Metalcamp in 2007

| Formația     | Origine              | Ani activi              | Descriere sumară |
| ------------ | -------------------- | ----------------------- | --- |
| Galneryus    | Japonia              | 2001–prezent            | Neo-classical power metal with many speed metal style songs, often compared to Dragonforce in style, although the neo-classical elements are quite a departure from the aforementioned. |
| Gamma Ray    | Germania             | 1989–prezent            | Known as one of the most prominent bands of the German heavy metal scene. |
| Gloryhammer  | Regatul Unit,Elveția | 2010–prezent            | Presents themselves as a tongue-in-cheek, parody of stereotypical power metal groups as well as appearing on-stage in armour and costumes.                                              |
| Grave Digger | Germania             | 1980–1987, 1991–prezent | One of the earlier heavy metal bands that contributed to the development of power metal as a genre.                                                                                     |

## H
| Formația       | Origine       | Ani activi              | Descriere sumară |
| -------------- | ------------- | ----------------------- | --- |
| HammerFall     | Suedia        | 1993–prezent            | Cited as producing some of the highest acclaimed power metal albums, Hammerfall is a famous example of power metal as a whole.                                                             |
| Heathen        | Statele Unite | 1984–1993,2002–prezent  | Their style could be described as the aggression of thrash metal combined with NWOBHM-style vocals and arrangements, acoustic intros or outros, and fast-paced melodic shred solos.        |
| Heavenly       | Franța        | 1994–prezent            | They were signed by record label Noise Records after winning a competition sponsored by the label's website.                                                                               |
| Heavy Load     | Suedia        | 1976–1985               | The band is often hailed as the first Swedish heavy metal band, and were known for their Viking themes.                                                                                    |
| Helloween      | Germania      | 1984–prezent            | The band is a pioneering force in the power metal subgenres and their second and third studio albums, Keeper of the Seven Keys, Pt. 1 and Pt. 2, are considered masterpieces of the genre. |
| Helstar        | Statele Unite | 1982–prezent            | A key band in the development of the American power metal scene emerging in the mid 1980s.                                                                                                 |
| Highland Glory | Norvegia      | 2001–prezent            | Their first album, From the Cradle to the Brave, was released in 2003. |
| Highlord       | Italia        | 1996–prezent            | A standard style power metal band with medieval and mythical themed lyrics. |
| HolyHell       | Statele Unite | 2005–prezent            | A symphonic power metal band with a female lead vocalist, an atypical style coming from North America.                                                                                     |
| Holy Knights   | Italia        | 1998–2002, 2010–prezent | Symphonic accompaniment, choruses with many backing vocalists creating an epic ballad feel.                                                                                                |
| Human Fortress | Germania      | 1997–prezent            | Strives for an epic feel with their music, calling their music "epic battle metal". |

## I

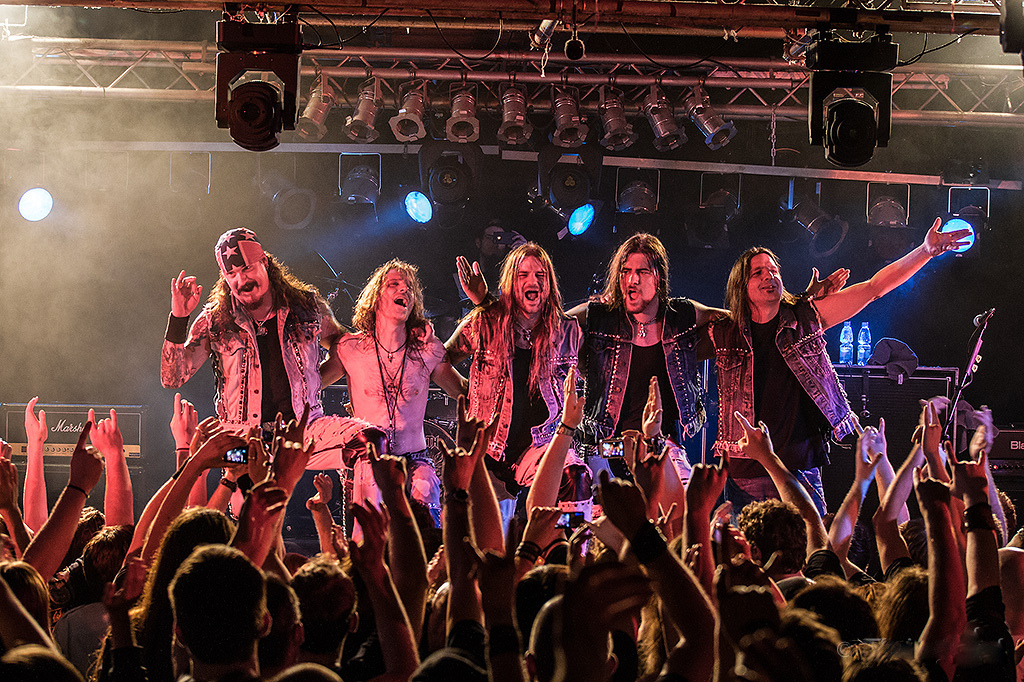
Iced Earth in December 2012

| Formația    | Origine       | Ani activi                       | Descriere sumară |
| ----------- | ------------- | -------------------------------- | --- |
| Iced Earth  | Statele Unite | 1985–prezent                     | Successful band that has played many different styles of metal with members changing constantly other than the founding guitarist Jon Schaffer.            |
| Impulse     | Bulgaria      | 1979–1991,1995–1998,2012-present | One of the first Bulgarian heavy metal bands. |
| Iron Fire   | Danemarca     | 1995–prezent                     | Early speed metal style incorporated with recent power metal sounds.                                                                                       |
| Iron Mask   | Belgia        | 2002–prezent                     | Contains ex-Yngwie Malmsteen members. |
| Iron Savior | Germania      | 1996–prezent                     | Blends power metal with a high-concept science fiction story, immediately embarking on a multiple-album tale of a fictional space vessel of the same name. |

## J
| Formația     | Origine       | Ani activi                 | Descriere sumară |
| ------------ | ------------- | -------------------------- | --- |
| Jag Panzer   | Statele Unite | 1981–1988, 1994–2011, 2014 | NWOBHM influenced band that influenced the development of thrash and power metal.                                                                    |
| Judas Priest | Regatul Unit  | 1969–prezent               | One of the most famous heavy metal bands of all time, as well as the origin of many sounds that influenced the many sub-genres of heavy metal today. |

## K
| Formația            | Origine       | Ani activi   | Descriere sumară |
| ------------------- | ------------- | ------------ | --- |
| Kamelot             | Statele Unite | 1991–prezent | One of the more successful bands in the North American power metal scene. Symphonic, neo-classical, and progressive elements. |
| Katagory V          | Statele Unite | 1999–prezent | American power metal band with thrash and progressive elements.                                                               |
| Kerion              | Franța        | 2003–prezent | Features a choir directed by Phil Gordana of Fairyland. Mainly labelled as a symphonic metal band.                            |
| King Diamond        | Danemarca     | 1985–prezent | Formed by departed members of Mercyful Fate.                                                                                  |
| Kobra and the Lotus | Canada        | 2009–prezent | Known for their female vocalist Kobra Paige.                                                                                  |
| Kotipelto           | Finlanda      | 2001–prezent | Formed by Stratovarius member Timo Kotipelto while the aforementioned band was on hiatus.                                     |

## L
| Formația     | Origine       | Ani activi                  | Descriere sumară |
| ------------ | ------------- | --------------------------- | --- |
| Lääz Rockit  | Statele Unite | 1982–1992,2005–prezent      | One of their signature elements were Ibanez guitars adorned with elaborate airbrushed scenes of warfare.                                                                    |
| Liege Lord   | Statele Unite | 1982–1989,2000,2012–prezent | Originated as a Judas Priest cover band, aided development of the power metal genre.                                                                                        |
| Lost Horizon | Suedia        | 1990–1994,1999–prezent      | Known for taking the epic feel of power metal to new levels, having been described as "Metallica will make you feel angry, but Lost Horizon will make you feel like a god." |
| Luna Mortis  | Statele Unite | 2001-2010, 2013–prezent     | Combination of melodic death, power, thrash, and progressive, band with a female vocalist who sings clean as well as does death growls.                                     |

## M

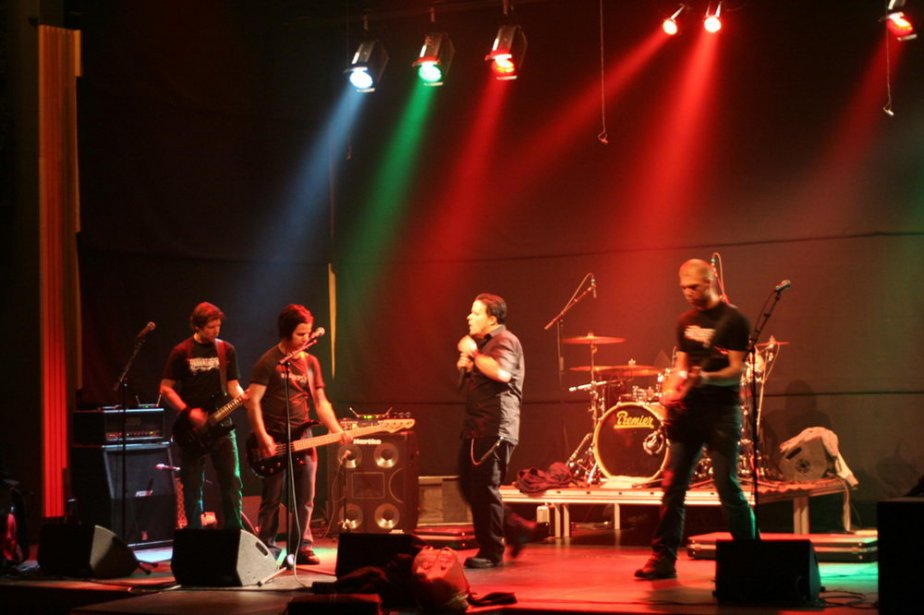
Machinae Supremacy performing

| Formația           | Origine       | Ani activi                       | Descriere sumară |
| ------------------ | ------------- | -------------------------------- | --- |
| Machinae Supremacy | Suedia        | 2000–prezent                     | Combines modern heavy metal/power metal and alternative rock with chiptunes. |
| Magica             | România       | 2002–prezent                     | A Romanian power metal band with mythical themes and gothic metal influences. |
| Majesty            | Germania      | 2000–prezent                     | Heavily influenced by Manowar both musically and lyrically even having former Manowar guitarist Ross "The Boss" Friedman appear on their second album                              |
| Manilla Road       | Statele Unite | 1977–1990,2001–prezent           | Early albums have more in common with progressive rock and proto-heavy metal than the band's later heavier speed/thrash metal sound.                                               |
| Manticora          | Danemarca     | 1996–prezent                     | Progressive power metal with speed metal influences. |
| Manowar            | Statele Unite | 1980–prezent                     | Known for its lyrics based on fantasy (particularly sword and sorcery), mythological topics (particularly Norse mythology) and for playing a lot of songs about heavy metal music. |
| Masterplan         | Germania      | 2001–prezent                     | Founded by ex-Helloween members. |
| Meliah Rage        | Statele Unite | 1987–prezent                     | Characterized primarily by their thrash metal vibe married to more classical metal melodies.                                                                                       |
| Mercenary          | Danemarca     | 1991–prezent                     | Although they are usually labelled as a melodic death metal band, they use aspects of power metal in their music, as well as thrash metal in their earlier work.                   |
| Metal Church       | Statele Unite | 1980–1994,1998–2009,2012–prezent | Lyrical topics such as conflict and paranoia later expanded into philosophical and social commentary.                                                                              |
| Metalium           | Germania      | 1998–2011                        | Their style of music was that of the traditional power metal sound which was pioneered in Hamburg by bands such as Helloween and Blind Guardian.                                   |
| Moonlight Agony    | Suedia        | 1999–prezent                     | Common usage of odd chord progressions and an eerie/dreamlike atmosphere produced via the keyboard track, combined with frequent double bass drum patterns.                        |

## N

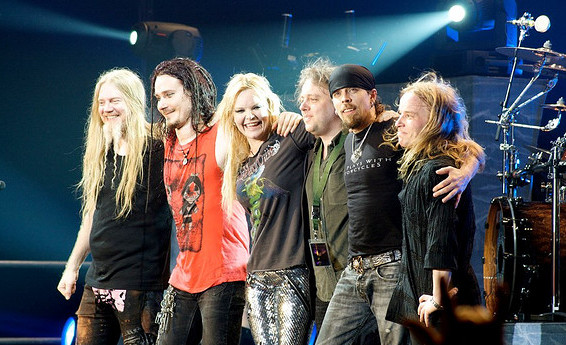
Nightwish in 2009

| Formația        | Origine  | Ani activi   | Descriere sumară |
| --------------- | -------- | ------------ | --- |
| Nightwish       | Finlanda | 1996–prezent | Nightwish performs symphonic metal with soaring female operatic vocals. Their music has been described as “bombastic heavy, symphonic and cinematic, with keyboards and strings creating a gothic atmosphere” |
| Nocturnal Rites | Suedia   | 1990–prezent | Death metal with melodic influences such as Iron Maiden. |

## O
| Formația   | Origine       | Ani activi             | Descriere sumară                                                                                                   |
| ---------- | ------------- | ---------------------- | --- |
| Omen       | Statele Unite | 1983–1988,1996–prezent | One of the forefathers of power metal acts, launched with groups such as Metallica, Anthrax, Megadeth, and Slayer. |
| Orden Ogan | Germania      | 1996–prezent           | Progressive and folk metal elements.                                                                               |

## P

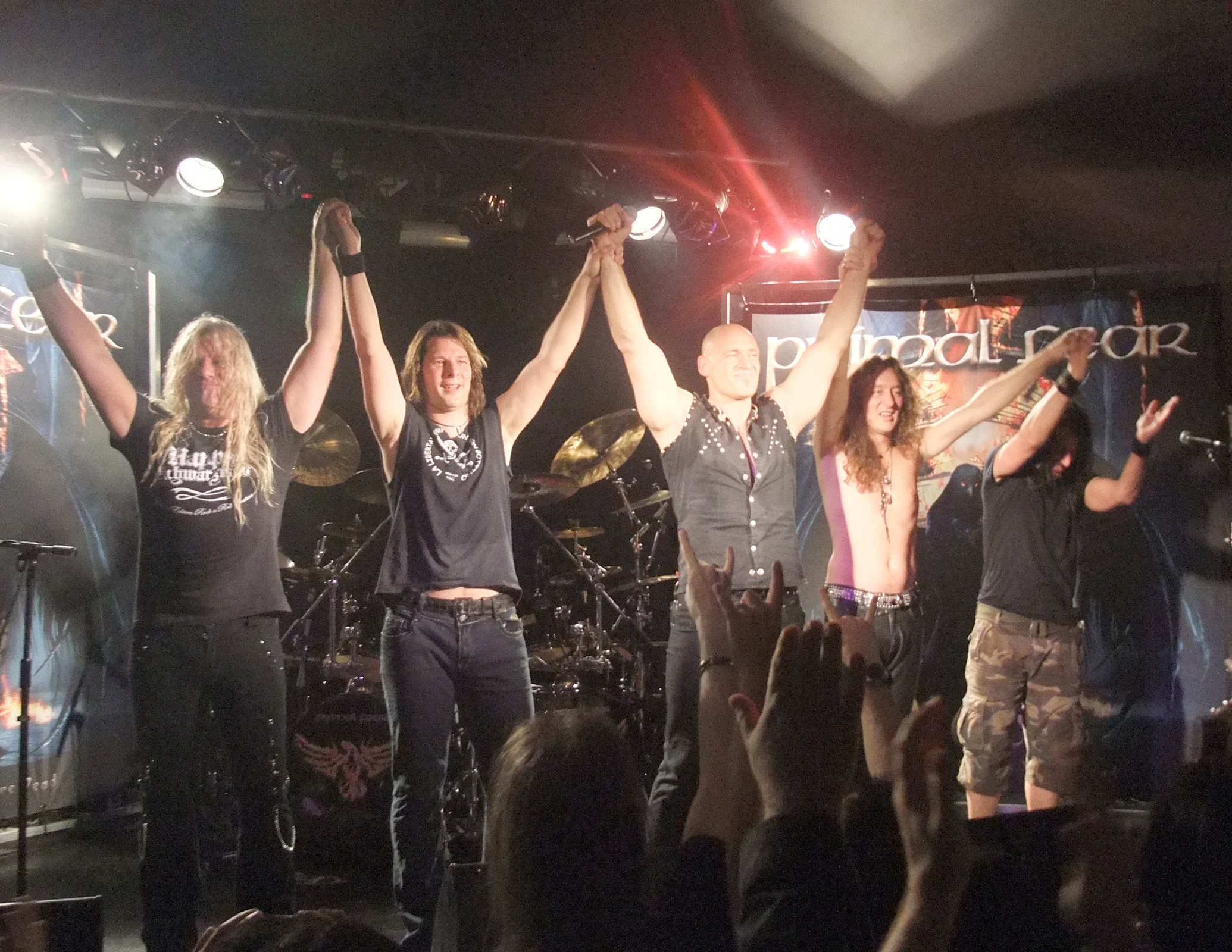
Primal Fear in 2009

| Formația    | Origine       | Ani activi   | Descriere sumară |
| ----------- | ------------- | ------------ | --- |
| Pharaoh     | Statele Unite | 1997–prezent | Known for multi-layered instrumentation and well produced albums. |
| Powerglove  | Statele Unite | 2005–prezent | One of the more prominent nintendocore bands, Powerglove covers classic video game tracks in an epic technical power metal style. |
| Power Quest | Anglia        | 2001–2013    | Consistently features a joyous sound with upbeat melodies and mythical inspirations. The founder of the band being the keyboardist, the songs are more key driven than typical power metal bands.                                                    |
| Powerwolf   | Germania      | 2003–prezent | Notable for having dark themes and images, both musically and lyrically, both counteractions to traditional power metal music and including usage of corpse paint, gothic-tinged compositions and songs about Romanian werewolf and vampire legends. |
| Primal Fear | Germania      | 1997–prezent | Main lyrical themes are science fiction, often metaphorical. |
| Prototype   | Statele Unite | 1994–prezent | Mainly demonstrates elements of progressive metal and thrash metal. |
| Pyramaze    | Danemarca     | 2001–prezent | Collaborated with Iced Earth singer Matt Barlow for their third album. |

## R

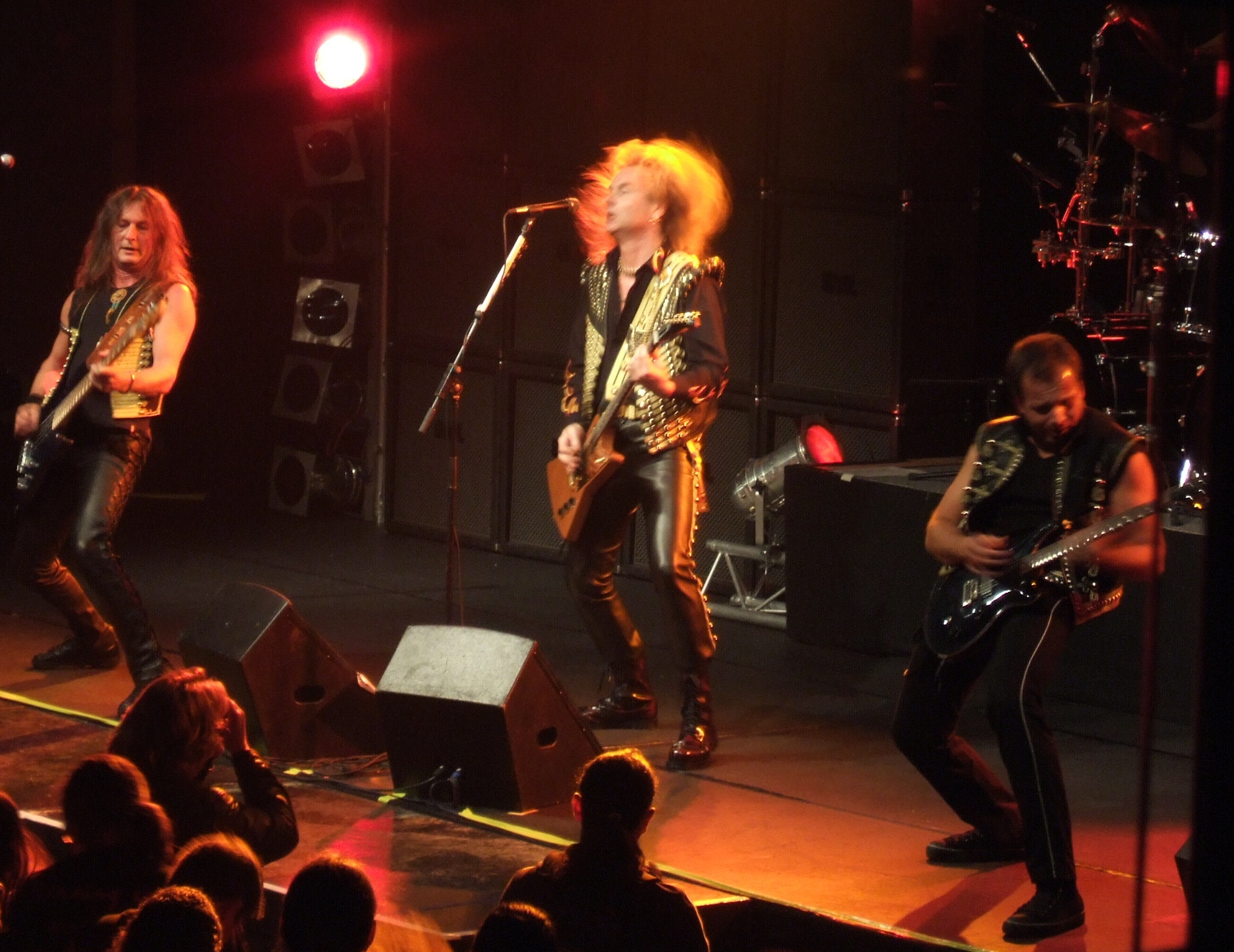
Running Wild live on stage in Bonn in 2005

| Formația               | Origine       | Ani activi             | Descriere sumară |
| ---------------------- | ------------- | ---------------------- | --- |
| Rage                   | Germania      | 1984–prezent           | Part of the German heavy/speed/power metal scene to emerge in the early to mid-1980s, along with bands such as Helloween, Running Wild, Blind Guardian and Grave Digger. |
| Rainbow                | Anglia        | 1975–1984,1994–1997    | Started out combining mystical lyric themes with neo-classical metal, but went in a more streamlined commercial style following Dio's departure from the group.          |
| Rebellion              | Germania      | 2001–prezent           | Their first album was a concept album about William Shakespeare's work Macbeth.                                                                                          |
| Revolution Renaissance | Finlanda      | 2008–2010              | Formed by a former Stratovarius member. |
| Rhapsody of Fire       | Italia        | 1993–prezent           | One of the most prominent symphonic style power metal bands, recording with orchestras and involving classical style vocalists such as Christopher Lee.                  |
| Riot                   | Statele Unite | 1975–1984,1988-2012    | Initially started out as straightforward heavy metal, upon revival in 1988 they began a departure towards power metal styles.                                            |
| Running Wild           | Germania      | 1976–2009,2011–prezent | Most famous for pioneering the idea of pirate themed metal, after initial satanic themes in their first two albums.                                                      |

## S
| Formația       | Origine       | Ani activi              | Descriere sumară |
| -------------- | ------------- | ----------------------- | --- |
| Sabaton        | Suedia        | 1999–prezent            | The band's main lyrical themes are historical wars. |
| Savatage       | Statele Unite | 1978–2002               | Known for the frequent usage of counterpoint style vocals. |
| Scanner        | Germania      | 1986–prezent            | Known for early forms of science-fiction based power metal. |
| Scorpions      | Germania      | 1965–prezent            | One of the best selling heavy metal bands of all time, influencing many of the 1980s sub-genres including power metal.                                              |
| Serenity       | Austria       | 2001−present            | Gravitated towards power metal as they released more albums, initially more pure symphonic metal.                                                                   |
| Seven Thorns   | Danemarca     | 1998-2005; 2007−present | A mix of Scandinavian and German power metal with neoclassical influences                                                                                           |
| Shadowkeep     | Anglia        | 1999–prezent            | |
| Shadowside     | Brazilia      | 2001–prezent            | Band with female vocals from Brazil drawing from influences of Thrash metal and Hard Rock.                                                                          |
| Sinergy        | Finlanda      | 1997–2004               | Known for their strong female vocalist Kimberly Goss who has a deeper vocal range than a typical female power metal vocalist.                                       |
| Sonata Arctica | Finlanda      | 1995−present            | One of the most successful power metal groups of post 1990s. Known for their usage of keys and falsetto vocals, as well as emotional themes and wide ranging style. |
| Stratovarius   | Finlanda      | 1984–prezent            | Considered one of the leading groups of the power metal and symphonic metal genre.                                                                                  |
| Symfonia       | Finlanda      | 2010–2011               | Short-lived band formed by well-known Finnish power metal musicians as a new project.                                                                               |
| Symphony X     | Statele Unite | 1994–prezent            | Popularized the mixing of progressive metal sounds with power metal themes, influenced by pure progressive bands such as Dream Theater.                             |

## T
| Formația     | Origine       | Ani activi   | Descriere sumară                                                                               |
| ------------ | ------------- | ------------ | ---------------------------------------------------------------------------------------------- |
| Theocracy    | Statele Unite | 2002–prezent | Originally a one-man project, the band mixes heavier power metal style with progressive metal. |
| Thunderstone | Finlanda      | 2000–prezent | Created by ex-Antidote guitarist Nino Laurenne.                                                |
| Twilightning | Finlanda      | 1998–2009    | Split up after the band's sound slowly shifted from power metal to a more 1980s rock sound.    |

## V
| Formația            | Origine       | Ani activi   | Descriere sumară |
| ------------------- | ------------- | ------------ | --- |
| Vicious Rumors      | Statele Unite | 1979–prezent | Recognized for their guitar works and harmonies, as well as the variety of their music.                                              |
| Virgin Steele       | Statele Unite | 1981–prezent | In recent years, they have enriched their sound with elements of musical theatre, metal and symphonic metal.                         |
| Visions of Atlantis | Austria       | 2000–prezent | Their equal combination of male and female vocals distinguishes Visions of Atlantis and is reminiscent of bands such as Lacuna Coil. |

## W
| Formația          | Origine   | Ani activi   | Descriere sumară |
| ----------------- | --------- | ------------ | --- |
| WarCry            | Spania    | 2001–prezent | One of Spain's most famous metal acts. |
| Wizard            | Germania  | 1989–prezent | The band was often called "Germany's answer to Manowar".                                                                                                   |
| Wintersun         | Finlanda  | 2003–prezent | On the more extreme side of power metal, Wintersun contains elements of melodic death metal, and was formed as a side project to Ensiferum.                |
| Winter's Verge    | Cipru     | 2004–prezent | Songs often have pirate themes and local character. Pioneers of the modern Cyprus metal stage.Notable for touring with Stratovarius in their Polaris tour. |
| Wuthering Heights | Danemarca | 1989–prezent | Songs often feature traditional folk instruments such as bagpipes, violins, and flutes.                                                                    |

## X
| Formația | Origine | Ani activi           | Descriere sumară                                                                            |
| -------- | ------- | -------------------- | ------------------------------------------------------------------------------------------- |
| X Japan  | Japonia | 1982–97,2007–prezent | Pioneers of the Japanese heavy metal movement promoting a shift towards western glam style. |

## Y

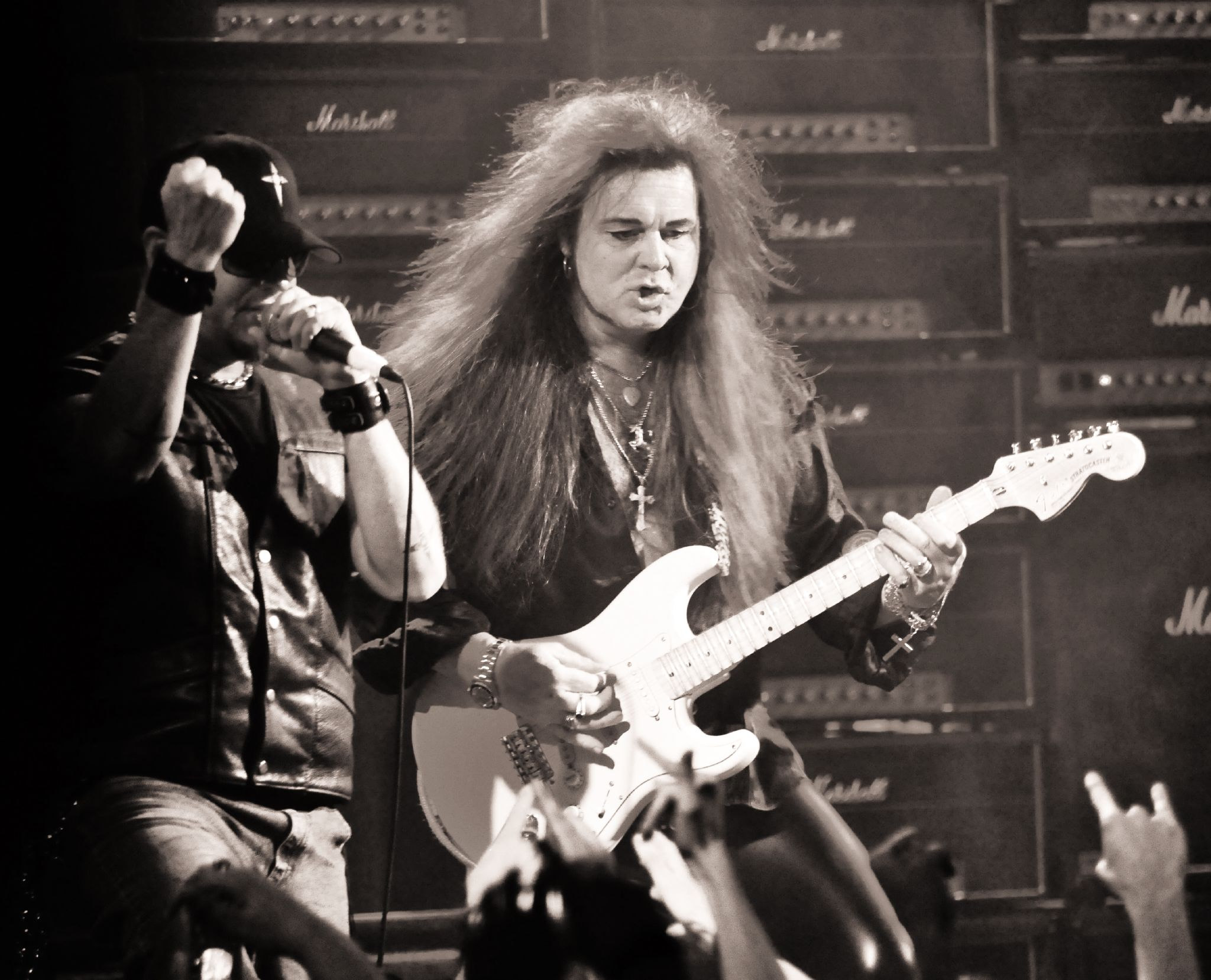
Yngwie Malmsteen performing in Barcelona

| Formația         | Origine               | Ani activi   | Descriere sumară |
| ---------------- | --------------------- | ------------ | --- |
| Yngwie Malmsteen | Statele Unite, Suedia | 1978–prezent | Led by guitarist Yngwie Malmsteen, the virtuosity of his guitar work in any lineup aided the development of neoclassical metal, which is prevalent in power metal sound. |

## Z
| Formația | Origine | Ani activi | Descriere sumară                                                        |
| -------- | ------- | ---------- | ----------------------------------------------------------------------- |
| Zonata   | Suedia  | 1998–2003  | Known for heavy classical influences on both guitar and keyboard parts. |